# Signalis
Signalis è un videogioco survival horror pubblicato nel 2022 per Microsoft Windows, PlayStation 4, Nintendo Switch e Xbox One.

## Sviluppo
Creato da un team di sviluppo composto da Barbara Wittmann e Yuri Stern, Signalis è ispirato alle serie Silent Hill e Resident Evil.

## Accoglienza
Il sito web Polygon ha inserito Signalis nella lista dei migliori giochi del 2022. Per PC Gamer Signalis è uno dei migliori giochi per personal computer.